# Oficerska Szkoła Piechoty nr 2 (1945–1947)
Oficerska Szkoła Piechoty Nr 2 (OSP nr 2) - szkoła ludowego Wojska Polskiego kształcąca kandydatów na oficerów piechoty.

## Historia

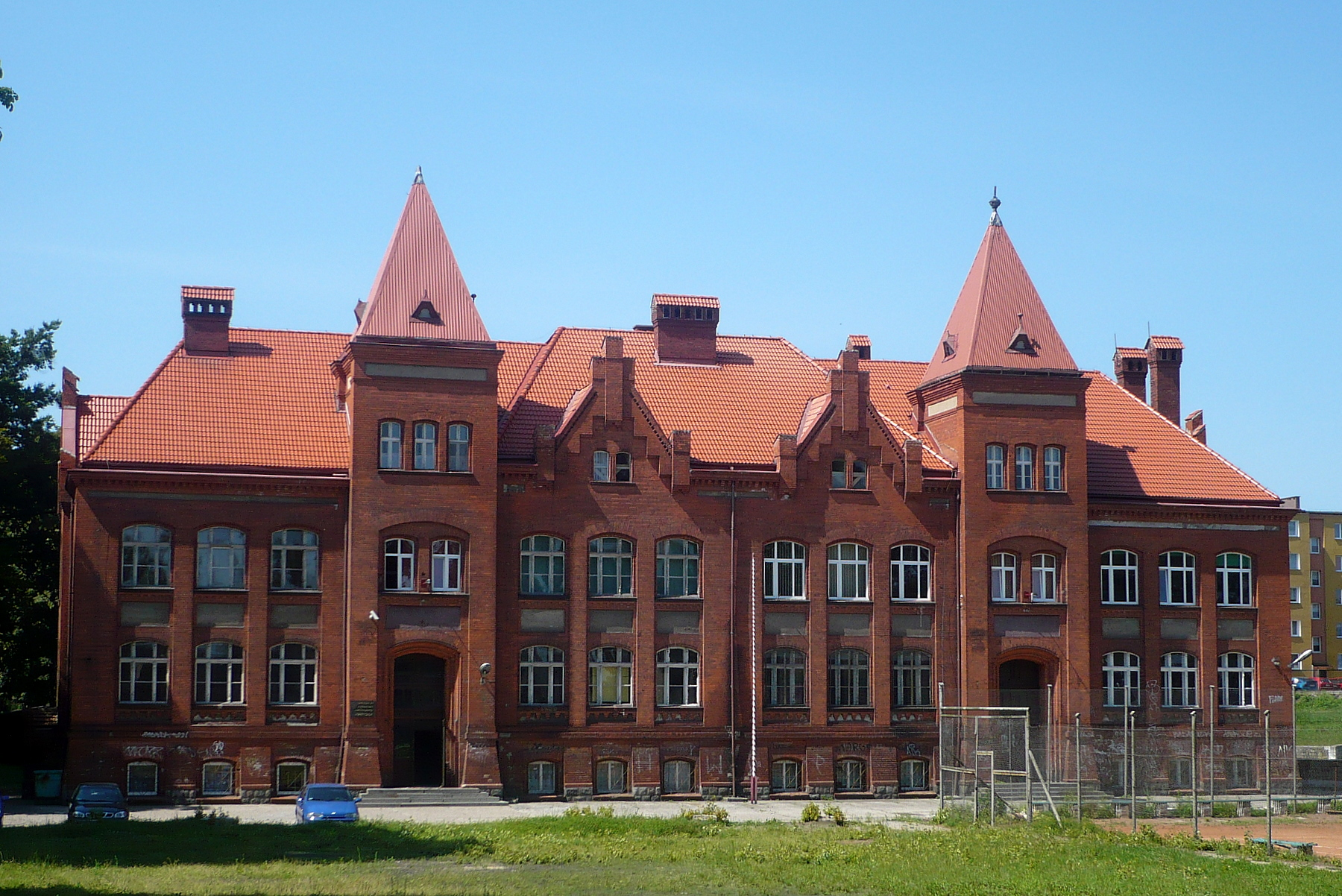
Oficerska Szkoła I Armii WP i Piechoty nr 2, obecnie: Gimnazjum nr 1 im. Żołnierzy AK

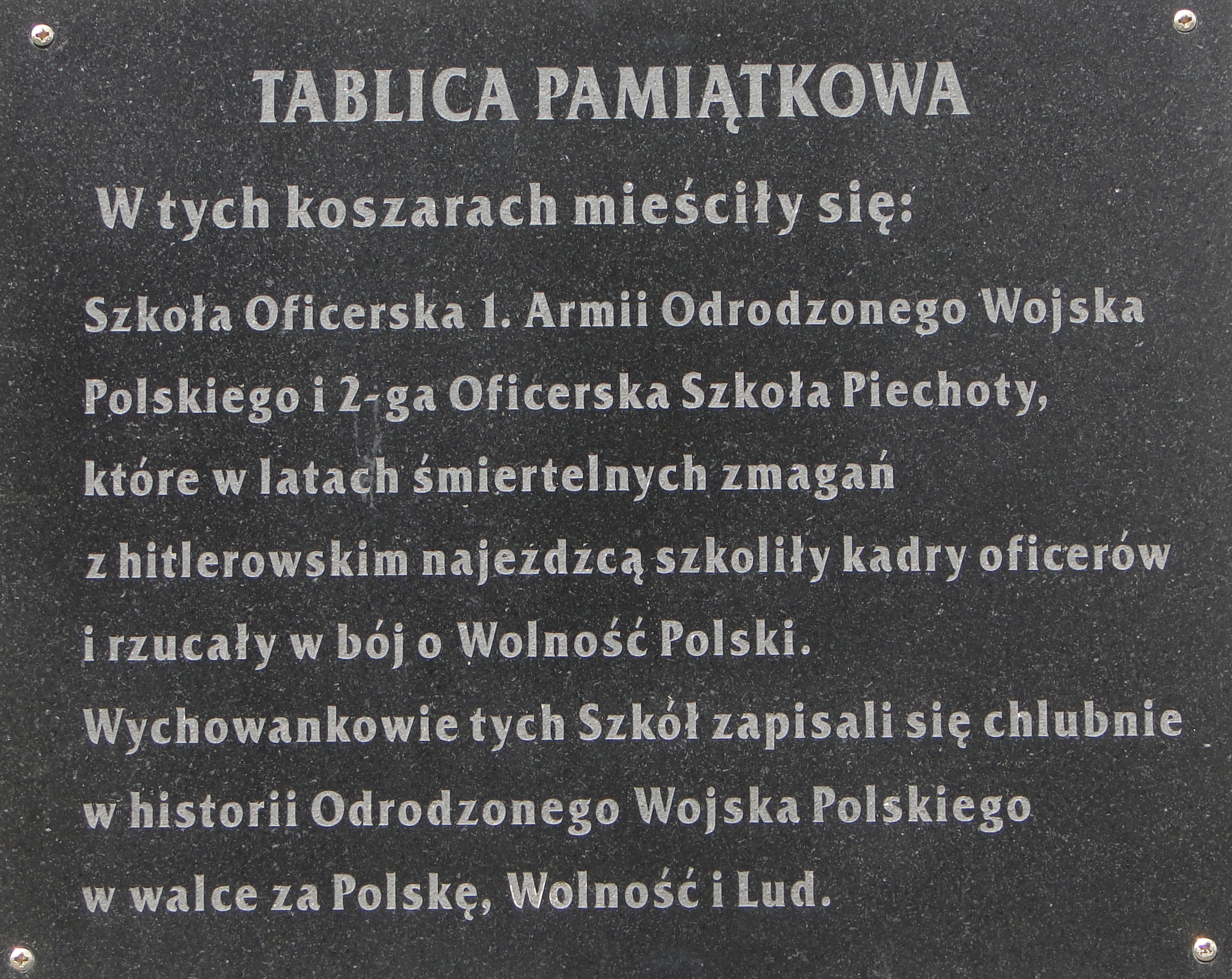
Tablica na budynku byłych koszar w Gryficach

Oficerska Szkoła Piechoty nr 2 utworzona została w grudniu 1944 w ZSRR na bazie Frontowej Szkoły Oficerów Piechoty. W lutym 1945 szkoła otrzymała nowy etat, który przewidywał 2000 słuchaczy. Jednocześnie uruchomiono kursy dokształcające dla oficerów frontowych, na którym przewidziano 300 miejsc. Szkoła rozlokowana była w Lublinie. Do lipca 1945 wypromowano w niej 3168 oficerów. 
Po wojnie szkołę przeniesiono do Zagórza (od czerwca 1945 do czerwca 1946 nazwa przejściowa dzisiejszych Gryfic). Jej podstawowym zadaniem było doszkalanie młodych oficerów, którzy w okresie wojny ukończyli krótkoterminowe kursy oficerskie. Nowy etat szkoły przewidywał 77 oficerów i 67 podoficerów kadry stałej oraz 500 oficerów – kursantów. Czas kształcenia wynosił 12 miesięcy.
W styczniu 1947, w związku z redukcją sił zbrojnych i zmniejszeniem zapotrzebowania na kadrę oficerską, podjęto decyzję o rozwiązaniu szkoły. Kształcenie oficerów piechoty realizowała wyłącznie Oficerska Szkoła Piechoty nr 1.
O działalności szkoły informuje tablica – błędnie umieszczona na budynku koszarowym byłego garnizonu niemieckiego i późniejszych koszar wojskowych 26 Brygady Artylerii OPK. Właściwie szkoła była zlokalizowana w dzisiejszym budynku Gimnazjum nr 1 w Gryficach przy ul. Piłsudskiego (200 m na południe od koszar), a byłym budynku szkoły miejskiej (niem.) Stadtschule, po której OSP 2 przejęła nieruchomość.

## Kadra i absolwenci szkoły
Komendant szkoły
- płk Stiepan Żydek

Kadra
- Eugeniusz Dostojewski
- Konrad Krajewski - wykładowca taktyki

Absolwenci
- Antoni Jasiński
- Witold Biegański
- Feliks Stramik
- Tadeusz Szaciłło
- Stefan Zieliński